# Wild Sumac
 (août 2025).
Pour plus de détails, voir Fiche technique et Distribution.
Wild Sumac est un film américain réalisé par William V. Mong, sorti en 1917.

## Synopsis
Jacques Fontaine tire sur un homme lors d'une bagarre et s'enfuit, poursuivi par la Police montée du Nord-Ouest.
15 ans plus tard, à Ste. Croix (Alberta), il rencontre Lupin, un trappeur métis, et sa charmante fille Wild Sumac. Dans la même ville, se trouve aussi Pierre du Fere, le fils d'Armand du Fere qui est en train de construire le chemin de fer dans la région. Pierre Du Fere est pris par le whisky et les cartes et, lorsqu'il accuse Lupin de tricher, ce dernier l'abat. Lupine accuse Sumac du crime, et elle est arrêtée par le Sergent Lewis. Elle est innocentée par Jacques qui, lors d'une terrible combat avec Lupin, lui a arraché une confession. Le métis reconnaît aussi que Sumac n'est pas sa fille mais la nièce d'Armand du Fere. Jacques se trahit mais Lewis l'informe que l'homme sur lequel il avait tiré n'est pas mort. Jacques est acquitté et rejoint Sumac.

## Fiche technique
- Titre original : Wild Sumac
- Réalisation : William V. Mong
- Scénario : Jack Cunningham, d'après une histoire d'Elaine S. Carrington
- Photographie : Edward Gheller
- Société de production : Triangle Film Corporation
- Société de distribution : Triangle Distributing Corporation
- Pays d'origine :  États-Unis
- Langue originale : anglais
- Format : noir et blanc — 35 mm — 1,37:1 — Film muet
- Genre : drame
- Durée : 50 minutes
- Dates de sortie : États-Unis : 14 octobre 1917
- Licence : Domaine public

## Distribution
- Margery Wilson : Wild Sumac
- Edwin J. Brady : Sergent John Lewis
- Frank Brownlee : Lupin
- Wilbur Higby : Armand du Fere
- Ray Jackson : Pierre du Fere
- Percy Challenger : Bricketts, le diacre
- George Chesebro : Jacques Fontaine